# Aeroportul Tipton
Aeroportul Tipton (IATA: FME, ICAO: KFME, FAA LID: FME) este un aeroport din Comitatul Anne Arundel, Maryland, Statele Unite ale Americii.
Situat la o altitudine de 46 m, aeroportul dispune de 1 pistă și ocupă o suprafață de 1.481.149 m².

## Infrastructură

### Piste
Aeroportul dispune de o singură pistă. Pista 10/28 are suprafața de asfalt și dimensiunile 3.000 picioare × 75 picioare. 